# Focílides
Focílides el milesio (en griego antiguo: Φωκυλίδης ὁ Μιλήσιος, lit. 'Phōkylídēs' fue un poeta gnomónico griego de Mileto.  

## Biografía
Se sabe que Focílides estuvo activo en la segunda mitad del siglo VI a. C. (según la Suda, nació en el cuatrienio 544-541 a. C. y fue  contemporáneo de Teognis de Megara). No se sabe casi nada de él, aunque se conservan numerosos fragmentos de su obra. Isócrates lo citó como uno de los mejores consejeros para la vida humana junto con Hesíodo y Teognis. Sus poemas fueron citados por Platón  y Aristóteles  y también fue comparado con Teognis por Dion Crisóstomo, Discursos, 2,5; y Ateneo de Náucratis.

## Obras
La enciclopedia bizantina Suda afirma que Focílides escribió versos épicos y elegías. De una de sus obras, conocida por diferentes títulos (Παραινέσεις, Incitaciones; Γνῶμαι, Máximas; Κεφάλαια, Capítulos),  se han conservado 18 fragmentos (16 en hexámetros y 2 en dísticos elegiacos): cada capítulo (en griego antiguo: κεφάλαιον), de contenido gnómico, comenzaba con la expresión 'καὶ τόδε Φωκυλίδεω' («esto también es de Focílides»), aún presente en 4 de los fragmentos conservados.
También se atribuyó a Focílides un poema didáctico de 217 hexámetros, denominado habitualmente Ποίημα νουθετικόν, que en realidad es atribuible al período helenístico, ya que contiene preceptos extraídos del Antiguo Testamento; la atribución a Focílides demuestra precisamente la fama de que gozaba el poeta por sus máximas.

## El mundo poético y conceptual de Fócilides
Los versos de Focílides, a diferencia de los de Teognis, están en hexámetro y no en dísticos elegíacos, por lo que probablemente no se cantaban con el sonido de fondo de la flauta, sino que se recitaban, y no individualmente, sino en concatenaciones formadas por varios capítulos, cada uno introducido por 'καὶ τόδε Φωκυλίδεω'.
Según Martin L. West, el autor pensó desde el principio en su obra como un organismo unitario e insertó la fórmula καὶ τόδε Φωκυλίδεω al principio de cada capítulo para subrayar que cada uno era un añadido ("καὶ τόδε", "esto también") a la serie de capítulos anteriores; la repetición de la fuente de la cita ("Φωκυλίδεω", "de Focílides"), típica también de otras colecciones de máximas entre diversos pueblos indoeuropeos, sirve para subrayar lo fidedigna que es, haciendo así más fiables los consejos contenidos en las propias máximas, aunque no se puede descartar que Focílides no fuera el autor material de los dichos, sino un sabio cuyo nombre, garantía de fiabilidad, fue tomado prestado del autor de los mismos  —quizá un sabio habitante de Mileto de la primera mitad del siglo VI a. C., que pronto se hizo proverbialː de hecho, a juzgar por los fragmentos conservados, es probable que el καὶ τόδε Δημοδόκου de Demódoco de Leros fuera una parodia de Focílides.